# Тукан мексиканський
Тукан мексиканський (Aulacorhynchus wagleri) — вид дятлоподібних птахів родини туканових (Ramphastidae). Вид названий на честь німецького біолога Йоганна Георга Ваглера.

## Поширення
Ендемік Мексики. Поширений в горах Південна Сьєрра-Мадре у штатах Герреро та Оахаці на південному заході країни. Ареал лежить між річками Бальсас на півночі і Теуантепек на півдні. Його природним середовищем існування є субтропічні або тропічні вологі низовини та гірські ліси. Він також мешкає в чагарниках, водно-болотних угіддях, на сільськогосподарських угіддях і в садах.

## Опис
Це невеликий тукан завдовжки 32–37 см, вагою 150—200 г. Оперення, в основному, зеленого забарвлення. Дзьоб чорного кольору з жовтою вержньою щелепою та білою основою. Кінчик хвоста і нижні частини тіла — коричневі.

## Спосіб життя
Харчується плодами і насінням. Також споживає комах, інших безхребетних і деяких дрібних хребетних.